# Дом Фамусова
«Дом Фамусова» — так называли московский особняк начала XIX века, принадлежавший знатному дворянскому семейству Римских-Корсаковых, впечатления о визитах к которым А. С. Грибоедова предположительно нашли отражение в его комедии «Горе от ума». 
Одно из немногих зданий округи, уцелевших после разрушений и пожара Москвы в 1812 году. Кроме А. С. Грибоедова, в нём неоднократно бывали П. А. Вяземский, А. С. Пушкин и другие общественные деятели и знаменитости первой трети XIX века. В течение второй половины XIX — первой половины XX веков в нём размещались Строгановское училище, гимназия, Коммунистический университет трудящихся Востока. Дом был разрушен в конце 1960-х годов, чтобы освободить место для нового корпуса газеты «Известия».

## Строительство
Дом был построен в 1803 году камергером Александром Яковлевичем Римским-Корсаковым для своей большой семьи и пережил нашествие наполеоновской армии. К началу Отечественной войны 1812 года сыновья по семейной традиции служили в гвардии, а мать с дочерьми перед сдачей Москвы уехали в Нижний Новгород. После отступления французов из города, Мария Ивановна написала сыну в действующую армию: «…ужас смотреть, что наша старушка Москва стала. Кроме трупов и развалин, ничего почти нет; из 9000 домов осталось 720, в том числе и мой дом цел».

## Архитектура
Типичный для Москвы каменный дом Римских-Корсаковых имел индивидуальные черты — треугольный фронтон с фамильным гербом над лепным фризом. Выходивший на Страстную площадь фасад здания украшали полуциркульные арки высоких окон бельэтажа, прямоугольные пилястры с ордерными основаниями и навершиями, рустовка стен цокольного этажа. Крытая галерея соединяла основное здание с расположенным во дворе двухэтажным, тоже каменным, флигелем.
По мнению комментаторов собрания сочинений А. С. Грибоедова:

«Строгая композиция здания, подчеркнутая выступающим вперед фронтоном с пилястрами, дает основание отнести его к выдающимся произведениям школы архитектора М. Ф. Казакова».

Внутреннее устройство соответствовало представлениям гостеприимных хозяев.
Гершензон М. О.  Грибоедовская Москва. П. Я. Чаадаев. Очерки прошлого – М.: Московский рабочий, 1989. – С. 64

Дом большой, просторный, в два этажа и два десятка комнат, с залой, умещающей в себе маскарады и балы на сотни персон и благотворительные концерты. Фасад выходит на Страстную площадь… При доме громадное дворовое место, целая усадьба; здесь флигель-особняк и службы: конюшня, каретные сараи, помещения для дворни семейной и холостой. В конюшне 6—7 лошадей, в сараях — кареты и сани, выездные и дорожные; в доме и на дворе — множество крепостной прислуги: кучера и мальчишки-форейторы, прачки, повар, кухарка, горничные.
Главный вход приводил гостей в просторный вестибюль, из которого в бельэтаж вела двухмаршевая лестница с балюстрадой наверху

## История

### До 1860 года
Дом был одним из самых гостеприимных в Москве. По воспоминаниям Е. П. Яньковой М. И. Римская-Корсакова «была великая мастерица тешить Москву своими балами и разными забавами». Неоднократно бывали у неё П. А. Вяземский, А. С. Грибоедов, А. С. Пушкин, А. А. Алябьев. Некоторые биографические черты членов семейства Римских-Корсаковых использованы Пушкиным в незавершённом «Романе на Кавказских водах», на листе рукописи которого поэт нарисовал портрет одной из младших дочерей хозяев дома — Александры.
Подмеченные Грибоедовым в доме Римских-Корсаковых привычки и оттенки мировоззрения персонажей московского общества, возможно, получили своё отражение в комедии «Горе от ума», но в любом случае стали поводом называть его «домом Фамусова».
После смерти в 1832 году хозяйки дома часть его сдавалась внаём. Несколько лет там жила семья драматурга А. В. Сухово-Кобылина.
С 1845 по 1851 годы в нём жила семья её младшего сына Сергея Александровича Римского-Корсакова, который поддерживал установленные матерью традиции гостеприимства.

### Строгановское училище
С 1861 по 1892 годы в этом доме размещалось «Строгановское училище технического рисования». Здание
училища у Страстного монастыря запечатлено на акварели одного из выпускников училища — художника Ф. И. Ясновского.

### 7-я мужская гимназия
До революции 1917 года здание занимала Седьмая московская мужская гимназия памяти императора Александра III, известная своим высоким уровнем преподавания гуманитарных предметов. В 1908 году её окончил с золотой медалью философ и литератор, князь С. Е. Трубецкой.

### В советское время
В 1920-е годы — здание было передано Коммунистическому университету трудящихся Востока, центру идейной подготовки коммунистических и революционных кадров Востока. В 1925 году перед слушателями университета выступал И. В. Сталин.
В 1927 году исторический ансамбль Страстной площади начал изменяться — рядом с домом появилось 6-этажное здание «Известий», построенное в стиле конструктивизма. Через десять лет к 20-й годовщине Октябрьской революции был разрушен Страстной монастырь.
Писатель-москвовед Л. Е. Колодный цитировал изданный к столетию гибели поэта путеводитель по пушкинской Москве, в котором была отмечена относительно хорошая сохранность особняка:

«Общий вид этого дома относительно сохранился до наших дней, но в фасаде его сделаны некоторые изменения. Нет находившихся над входными дверями углублений с двумя вазами в каждом, не сохранился также и герб, существовавший на фронтоне дома… Комнаты в доме давно переделаны, и от пушкинского времени, может быть, сохранилась лишь огромная входная лестница с позолоченными балясинками своих маршей».

В конце 1960-х дом был снесён, несмотря на попытки защитить историческую реликвию, «морально связанную с именами Пушкина и Грибоедова», предпринятые известными литературоведами и писателями, среди которых были И. Л. Андроников, В. А. Солоухин, В. В. Кожинов.
«Дом Фамусова» оказался в числе 1395 исторически ценных зданий, снесённых в Москве в 1950—1975 годы
На его месте в 1975 году по проекту группы архитекторов под руководством Ю. Н. Шевердяева был построен новый корпус издательства «Известий»

## Комментарии
1. ↑  В семье Александра Яковлевича и Марии Ивановны Римских-Корсаковых было восемь детей: три сына и пять дочерей. Сам глава семьи предпочитал жить не в Москве, а в деревенском имении.